# Elisa Iorio
Elisa Iorio (Modena, 21 marzo 2003) è una ginnasta italiana, vice-campionessa olimpica nella finale a squadre di Parigi 2024, vincitrice della medaglia di bronzo a squadre ai Mondiali del 2019 e campionessa europea con la squadra nel 2024.
Il suo attrezzo di punta sono le parallele asimmetriche, su cui ha disputato la finale ai Mondiali del 2021 e su cui ha vinto l'argento agli Europei del 2024.

## Carriera junior

### 2016: gli esordi, Trofeo città di Jesolo, Carpiano, Assoluti, Combs la Ville
Esordisce in campo internazionale ad inizio 2016 con il Trofeo Città di Jesolo, la gara quell'anno non comprende le squadre per le junior, Elisa svolge un buon all-around lineare con 50.350.
A maggio partecipa ad un incontro internazionale a Carpiano con Germania e Gran Bretagna, la Iorio fa parte della squadra Italia B che vince l'argento dietro alla Gran Bretagna e davanti all'Italia A, è inoltre diciottesima nell'all-around con 51.250 punti.
Partecipa poi agli assoluti di Torino, dove compete solo a parallele, in qualificazione svolge un buon esercizio che le permette di accedere alla finale, dove però a causa di diversi errori finisce in ultima posizione.
A fine anno viene selezionata per partecipare ad un incontro internazionale a Combs La Ville, con Giorgia Villa e Asia D'Amato, con 52.800, Elisa si posiziona quinta nell'all-around, soprattutto grazie a delle buone parallele e ad un ottimo doppio avvitamento a volteggio. Non partecipa poi alle finali di specialità a causa della regola dei passaporti (soltanto due atlete per nazione).

### 2017: Serie A, Trofeo città di Jesolo, Gymnix, Giochi del Mediterraneo juniores, Campionati Gold, Flanders, EYOF, Assoluti
Partecipa alla Serie A in prestito all'Artistica '81 di Trieste, nella prima tappa è la terza migliore di giornata.
Partecipa con Giorgia Villa, Alice D'Amato e Asia D'Amato all'international Gymnix di Montreal in Canada,  è sesta nell'all-around con 53.902 punti, vince inoltre l'argento con la squadra e si qualifica per le finali a parallele e corpo libero, nella prima finale vince la medaglia di bronzo, nella seconda invece a causa di diverse imprecisioni finisce in ultima posizione.
Partecipa ad aprile al Trofeo Città di Jesolo, dove l'Italia dopo una gara non eccellente culminata con l'infortunio della compagna di squadra Giorgia Villa, vince una medaglia d'argento, prende parte a tutte e quattro le finali di specialità, al volteggio finisce quinta con 13.850 punti di media, alle parallele vince la medaglia d'oro pari merito con la statunitense Gabby Perea, alla trave non va oltre la settima posizione, dove nonostante una buona esecuzione, un D-score molto basso (4.7) la relega nella parte bassa della classifica e al corpo libero finisce nuovamente settima.
È poi costretta a saltare la seconda tappa di Serie A per partecipare ai Giochi del Mediterraneo con Alice D'Amato e Martina Basile, le tre ragazze vincono un oro di squadra, la Iorio vince un oro individuale, precedendo le compagne di squadra, prende poi parte alla finale a volteggio, dove vince l'oro con 13.800, staccando di più di un punto la seconda classificata, è infatti l'unica ginnasta a presentare in doppio avvitamento. Partecipa poi alla finale alle parallele dove vince l'argento nonostante un'esecuzione non brillante, ma con un d-score molto alto.
A causa di un lieve risentimento muscolare è costretta a saltare anche la terza tappa di Serie A in via precauzionale, torna poi ai campionati italiani Gold di fine maggio, dove compete solo a parallele e vince l'oro.
A inizio giugno partecipa alle Flanders International in Belgio a Ghent, Elisa Iorio fa parte della squadra juniores che vince l'oro, inoltre nell'all-around vince un bronzo dietro alle compagne Sidney Saturnino e Asia D'Amato, inoltre contribuisce all'oro della squadra mista (junior e senior), con un ottimo esercizio a parallele, e al volteggio.
Partecipa ad un incontro amichevole in Germania, la squadra italiana che oltre a lei comprende anche Asia D'Amato, Alice D'Amato, Martina Basile e Matilde De Tullio, vince l'oro, inoltre la Iorio, vince un bronzo all-around.
Viene selezionata insieme alle gemelle D'Amato per partecipare agli EYOF, la squadra italiana vince l'argento dietro alla Russia, Elisa si qualifica per le finali: all-around e volteggio.
Nella finale individuale finisce quarta a 2,5 decimi dalla medaglia di bronzo, nella finale al volteggio, finisce settima, prende poi parte alla finale alle parallele, dove teoricamente non si sarebbe qualificata poiché sia Asia che Alice D'Amato hanno realizzato in qualifica un punteggio più alto del suo, ma nonostante ciò viene deciso di farla partecipare al posto di Alice D'Amato, la Iorio in questa finale grazie ad un sontuoso esercizio riesce ad agguantare la medaglia d'oro, che poi dedica all'amica e compagna di allenamenti Alice che le ha ceduto la finale.
A settembre partecipa poi ai campionati italiani assoluti di Perugia, dove grazie ad una buona gara senza errori, data da un 14.100 al volteggio, 14.000 a parallele, 13.200 alla trave e 13.100 al corpo libero per un totale di 54.400 vince la medaglia d'oro diventando così campionessa italiana nonostante sia ancora junior, impresa che riuscì solo a Vanessa Ferrari e a Tea Ugrin, Si qualifica per le finali a parallele, trave e corpo libero del giorno successivo, alle parallele vince la medaglia d'argento dietro alla compagna Giorgia Villa e davanti ad Asia D'Amato, alla trave e al corpo libero, finisce invece in sesta posizione.
Partecipa poi all'ultima tappa di Serie A ad Eboli, dove è la migliore di giornata nel concorso generale, realizza il terzo miglior punteggio al volteggio e il secondo alle parallele.

### 2018: Serie A, Trofeo Città di Jesolo, Gymnix
Inizia il 2018 partecipando alla Serie A, questa volta in prestito alla Brixia, nella prima giornata,  non svolge una gara particolarmente brillante, porta un solo avvitamento al volteggio, sbaglia alle parallele, cade più volte alla trave e commette delle imprecisioni al corpo libero, la Brixia riesce comunque a vincere l'oro.
Partecipa al Gymnix dove vince l'oro con la squadra, si qualifica poi per la finale alla trave dove vince l'argento.
Partecipa al Trofeo Città di Jesolo dove arriva quarta a poco più di un decimo dalla medaglia di bronzo, vince però l'oro con la squadra e si qualifica per le finali a parallele, trave e corpo libero. Nella prima finale vince una medaglia d'oro replicando il successo dell'anno precedente al pari con la russa Ksenia Klimenko, alla trave vince una medaglia di bronzo, mentre al corpo libero arriva quarta.
Partecipa poi alla seconda tappa di Serie A dopo porta in gara un avvitamento al volteggio, un buonissimo esercizio a parallele, porta in gara una nuova entrata alla trave con un flick, da cui però cade, ed un corpo libero un po' impreciso, la Brixia riesce comunque ad affermare la propria supremazia.
Partecipa poi alla terza e ultima gara di Serie A dove riporta in gara il doppio avvitamento al volteggio, delle parallele leggermente semplificate, una buona trave e un corpo libero con qualche imprecisione e dove purtroppo cade sul doppio carpio finale.
Partecipa insieme alla compagna Asia D'Amato alla qualificazione per i giochi olimpici giovanili, le due ragazze conquistano facilmente un posto per questa competizione, individualmente la Iorio si classica in quinta posizione con 51,731 punti.
Viene convocata per i campionati italiani assoluti di Riccione dove compete nell'all-around, cercando di riconfermare il titolo conquistato l'anno precedente a Perugia, ma si deve arrendere a Giorgia Villa, la Iorio conquista così l'argento, si qualifica per le finali di specialità a parallele, dove commette un errore che la fermare in quarta posizione, alla trave si ferma in settima posizione ed al corpo libero in quinta.
Partecipa poi all'incontro internazionale a Pieve di Soligo, un incontro pre-europeo, a cui hanno partecipato anche Francia, Gran Bretagna, Germania e Svizzera, la Iorio vince l'oro di squadra e l'oro individuale.
Parte per Glasgow insieme a Giorgia Villa, Asia D'Amato, Alice D'Amato e Alessia Federici. Per le juniores la gara di qualificazione vale già come finale a squadre e come concorso individuale.
L'Italia parte alle parallele attrezzo di punta per la Iorio, dove esegue un bellissimo esercizio che le frutta 13.900 punti, passa poi alla trave, dove esegue un buon esercizio, al corpo libero invece, commette qualche errore di troppo, che fanno pensare che l'Italia non possa vincere l'oro ma si debba accontentare dell'argento dietro alla Russia, ma nell'ultima rotazione quella al volteggio, la Iorio e le sue compagne tirano fuori quattro volteggi perfetti che gli permettono di vincere l'oro continentale di squadra, la Iorio si qualifica per le finali a parallele e trave, nel primo attrezzo dopo un esercizio molto bello e pulito, commette delle qualche passo di troppo nell'uscita, relegandola in quarta posizione, poi passa alla trave dove nonostante non sia il suo attrezzo di punta, riesce a vincere la medaglia di bronzo europea, dietro alla connazionale Giorgia Villa e all'inglese Amelie Morgan.

## Carriera senior

### 2019: Serie A, Trofeo città di Jesolo, Europei, Assoluti, Mondiali
Partecipa a tutte e tre le tappe di serie A con la Brixia, contribuendo alla vincita di ogni tappa e di conseguenza dello scudetto, nella prima tappa A Busto Arsizio, svolge il terzo miglior all-around di giornata (classifica virtuale dell'evento), nella seconda tappa a Padova, non esegue il corpo libero ma fa delle buonissime parallele da 14.250, un'ottima trave 13.400 (migliore di giornata) e riporta in gara il doppio avvitamento al volteggio 14.300.
Al trofeo città di Jesolo vince il bronzo con la squadra che oltre a lei comprende Alice e Asia D'Amato e Desiree Carofiglio, si qualifica per la finale di specialità alle parallele dove vince il bronzo dietro a Sunisa Lee e Tang Xijing.
Ad aprile viene convocata per gli Europei dove non svolge delle brillanti qualificazioni: al volteggio avrebbe dovuto eseguire il doppio avvitamento, ma inciampa nella rincorsa ed è costretta ad eseguire un solo avvitamento, alle parallele, suo attrezzo di punta, cade, alla trave ottiene 13.000 e al corpo libero 12.633. Non riesce a qualificarsi per alcuna finale.
Partecipa poi alla terza tappa di serie A a Firenze dove gareggia a parallele e trave, nel primo attrezzo ottiene 14,450 punti, nel secondo ottiene 12,150.
Ad agosto partecipa ad un incontro amichevole in Olanda con la nazionale e contribuisce a vincere la medaglia d'oro.
A settembre partecipa ai Campionati italiani assoluti a Meda dove, a causa di una caduta dalla ruota senza mani alla trave, non riesce a salire sul podio all-around e si ferma in quinta posizione. Si qualifica poi per le finali a parallele trave e corpo libero. Alle parallele vince l'argento, con 14,400, dietro a Giorgia Villa e precedendo Alice D'Amato, alla trave ottiene 13,350 (4º posto) così come al corpo libero.
Ad ottobre viene convocata con Giorgia Villa, Alice D'Amato, Asia D'Amato, Desiree Carofiglio e Martina Maggio per i mondiali di Stoccarda.
Nella giornata di qualifiche contribuisce a far entrare l'Italia nella finale a squadre (in ottava posizione) e a qualificarsi quindi per le Olimpiadi. Durante la finale a squadre, l'8 ottobre, compete solo alle parallele (dove ottiene 13,900) e alla trave (11,933), contribuendo alla conquista della medaglia di bronzo.
Il 10 ottobre prende poi parte al concorso individuale, dal quale però si ritira prima di aver concluso la gara: ottiene infatti un 12,666 alla trave e un 12,866 al corpo libero, ma dopo aver eseguito il doppio avvitamento al volteggio (13,266) avverte un dolore alla caviglia e i tecnici, per precauzione, scelgono di non farle continuare la competizione.
Il 22 dicembre 2019 viene annunciato che Asia D'amato, insieme alle compagne di squadra vincitrici della medaglia di bronzo ai mondiali, entrerà a far parte del Gruppo sportivo delle Fiamme Oro.

### 2020: Serie A, pandemia e infortunio
Il 1 febbraio, a Firenze, partecipa alla prima tappa di Serie A con la Brixia: compete solo a parallele e trave dove ottiene 15,050 e 12,050.
Il 22 febbraio partecipa alla seconda tappa di serie A ad Ancona insieme alle compagne Giorgia Villa, Asia D'Amato, Alice D'Amato, Martina Maggio e Veronica Mandriota. Gareggia alle parallele (14,800), alla trave (13,000 nonostante una caduta dal doppio carpio finale) e al corpo libero (12,950). Contribuisce così alla vittoria della Brixia.
E' costretta a fermare ai suoi allenamenti a causa della pandemia del Coronavirus e la conseguente chiusura di tutte le palestre, viene poi riammessa il 4 maggio per continuare gli allenamenti insieme alle altre ginnaste agoniste.
L'11 settembre viene annunciato che la Iorio ha subito un infortunio alla caviglia durante un allenamento, si sottopone quindi ad un'operazione e inizia la fase di recupero, che dovrebbe durare circa 4 mesi.

### 2021: il ritorno alle competizioni e il sesto posto ai Mondiali
Il 16 maggio torna in gara per la prima volta dall'infortunio e a più di un anno dall'ultima gara (22 febbraio 2020). Gareggia solo alle parallele, ottenendo 13,650 e aiutando la Brixia a vincere il 19º scudetto.
Il 10 luglio partecipa ai Campionati italiani assoluti a Napoli gareggiando solo a parallele e trave, ottenendo rispettivamente 14,000 e 11,850.
Il giorno successivo gareggia nella finale a parallele vincendo la medaglia d'oro con 14,350 punti.
Il 10 ottobre viene annunciato che avrebbe partecipato ai Campionati mondiali di Kytakiushu in Giappone, insieme ad Asia D'Amato, Alice D'Amato e Desiree Carofiglio. A Kytakiushu si qualifica per la finale alle parallele ed è seconda riserva alla trave. Iorio diventa quindi la terza ginnasta italiana della storia a partecipare a una finale mondiale alle parallele, dopo Vanessa Ferrari nel 2007 e Serena Licchetta nel 2009. Conclude la finale al sesto posto.

### 2022
Il 7 aprile annuncia di doversi sottoporre a un intervento alla spalla. Non prende parte alle successive competizioni, ma il 25 ottobre viene convocata come riserva per i Mondiali di Liverpool. In prova podio sale alle parallele e alla trave, dove mostra degli esercizi della difficoltà rispettivamente di 6.3 e 5.6.

### 2023
L'11 febbraio partecipa alla prima tappa di Serie A, contribuendo alla vittoria della Brixia. 
A marzo partecipa alla seconda tappa di serie A, contribuendo alla vittoria della squadra.
Agli Assoluti, svolti all'inizio di settembre a Padova, vince il bronzo nell'all-around e alla trave, mentre conquista l'argento alle parallele.
Nel mese di ottobre, viene convocata insieme ad Angela Andreoli, Arianna Belardelli, Manila Esposito, Alice D'Amato e Veronica Mandriota ai Mondiali di Anversa, dove aiuta la squadra a qualificarsi per le Olimpiadi di Parigi 2024. Durante la finale a squadre contribuisce al quinto posto del team italiano.

### 2024
Partecipa alle tappe di serie A, il 3 febbraio a Montichiari, il 23 febbraio ad Ancona e il 7 marzo a Ravenna; ad aprile, viene convocata con la squadra A al Trofeo Città di Jesolo, insieme a Alice D’Amato, Asia D’Amato, Manila Esposito e Angela Andreoli, vincendo la gara a squadre con il punteggio di 166.800, davanti agli Stati Uniti e al Brasile.
Fra il 2 e il 5 maggio prende parte ai Campionati Europei di Rimini, insieme a Manila Esposito, Alice D'Amato, Angela Andreoli e Asia D'Amato. Nella giornata di qualificazioni contribuisce alla qualifica della squadra italiana per la finale e accede alla finale a parallele. Il 4 maggio vince l'argento alle parallele, mentre il 5 corona la competizione vincendo la finale a squadre con le compagne.
Il 25 e 26 maggio prende parte alla Final Six, ultima tappa di serie A, con la Brixia, terminando la gara al secondo posto.
Il 5 e 7 luglio si svolgono i Campionati italiani assoluti, che oltre a decretare le migliori ginnaste italiane sono anche un banco di prova per le Olimpiadi, che si sarebbero svolte tre settimane dopo. Iorio vince il bronzo individuale e l'argento alle parallele. Il 7 luglio viene inclusa nella squadra olimpica di ginnastica artistica.
Il 28 luglio, durante le qualificazioni alle Olimpiadi di Parigi 2024, Iorio accusa una distorsione alla caviglia nell'arrivo dal salto d'uscita alla trave. Il 30 luglio 2024, riesce comunque a gareggiare alle parallele, contribuendo alla vittoria della medaglia d'argento nella prova a squadre femminile, insieme ad Alice D'Amato, Manila Esposito, Angela Andreoli e Giorgia Villa; nell'occasione, l'Italia vince la sua prima medaglia nella disciplina dal 1928.

### 2025
Durante un allenamento nel gennaio 2025, Iorio ha riscontrato di nuovo un problema alla caviglia già infortunata a Parigi 2024 e si sottoporrà a un intervento chirurgico che la terrà fuori dai campi gara per gran parte della stagione.

## Risultati

### Junior
| Anno | Competizione                        | Squadra | Individuale | Volteggio | Parallele | Trave   | Corpo libero |
| ---- | ----------------------------------- | ------- | ----------- | --------- | --------- | ------- | ------------ |
| 2016 | Trofeo Città di Jesolo              |         | 15          |           |           |         |              |
| 2016 | Incontro Internazionale di Carpiano | Argento | 18          |           |           |         |              |
| 2016 | Assoluti                            |         |             |           | 7         |         |              |
| 2016 | Tournoi International               | Oro     | 5           |           |           |         |              |
| 2017 | 1 tappa di Serie A                  | Argento |             |           |           |         |              |
| 2017 | International Gymnix                | Argento | 6           |           | Bronzo    |         | 8            |
| 2017 | Trofeo Città di Jesolo              | Argento | 8           | 5         | Oro       | 7       | 7            |
| 2017 | Giochi del Mediterraneo juniores    | Oro     | Oro         | Oro       | Argento   |         |              |
| 2017 | Campionati italiani Gold            |         |             |           | Oro       |         |              |
| 2017 | Flanders International Challenge    | Oro     | Bronzo      |           |           |         |              |
| 2017 | Incontro Internazionale in Germania | Oro     | Bronzo      |           |           |         |              |
| 2017 | EYOF                                | Argento | 4           | 7         | Oro       |         |              |
| 2017 | Assoluti                            |         | Oro         |           | Argento   | 6       | 6            |
| 2017 | 4 tappa di Serie A                  | 5       |             |           |           |         |              |
| 2018 | 1 tappa di Serie A                  | Oro     |             |           |           |         |              |
| 2018 | International Gymnix                | Oro     | 16          |           |           | Argento |              |
| 2018 | Trofeo Città di Jesolo              | Oro     | 4           |           | Oro       | Bronzo  | 4            |
| 2018 | 2 tappa di Serie A                  | Oro     |             |           |           |         |              |
| 2018 | 3 tappa di Serie A                  | Oro     |             |           |           |         |              |
| 2018 | Assoluti                            |         | Argento     |           | 4         | 7       | 5            |
| 2018 | Pieve di Soligo (amichevole)        | Oro     | Oro         |           |           |         |              |
| 2018 | Campionati europei                  | Oro     |             |           | 4         | Bronzo  |              |

### Senior
| Anno | Competizione            | Squadra | Individuale | Volteggio | Parallele | Trave  | Corpo libero |
| ---- | ----------------------- | ------- | ----------- | --------- | --------- | ------ | ------------ |
| 2019 | 1 tappa di Serie A      | Oro     |             |           |           |        |              |
| 2019 | Trofeo Città di Jesolo  | Bronzo  | 11          |           | Bronzo    | 6      |              |
| 2019 | 2 tappa di Serie A      | Oro     |             |           |           |        |              |
| 2019 | 3 tappa di Serie A      | Oro     |             |           |           |        |              |
| 2019 | Heerenveen (amichevole) | Oro     | 8           |           |           |        |              |
| 2019 | Assoluti                |         | 5           |           | Argento   | 4      | 4            |
| 2019 | Campionati del mondo    | Bronzo  | 24          |           |           |        |              |
| 2020 | 1 tappa di Serie A      | Oro     |             |           |           |        |              |
| 2020 | 2 tappa di Serie A      | Oro     |             |           |           |        |              |
| 2021 | Final Six Serie A       | Oro     |             |           |           |        |              |
| 2021 | Assoluti                |         |             |           | Oro       |        |              |
| 2021 | Campionati del mondo    |         |             |           | 6         |        |              |
| 2022 | 2 tappa Serie A         | Oro     |             |           |           |        |              |
| 2022 | Deutscher Pokal         | Bronzo  |             |           |           |        |              |
| 2022 | Campionati del mondo    | 5       |             |           |           |        |              |
| 2023 | 1 tappa di Serie A      | Oro     |             |           |           |        |              |
| 2023 | 2 tappa di Serie A      | Oro     |             |           |           |        |              |
| 2023 | 3 tappa di Serie A      | Oro     |             |           |           |        |              |
| 2023 | Serie A Final Six       | Oro     |             |           |           |        |              |
| 2023 | Assoluti                |         | Bronzo      |           | Argento   | Bronzo |              |
| 2023 | Campionati del mondo    | 5       |             |           |           |        |              |
| 2024 | 1 tappa di Serie A      | Oro     |             |           |           |        |              |
| 2024 | 2 tappa di Serie A      | Oro     |             |           |           |        |              |
| 2024 | 3 tappa di Serie A      | Oro     |             |           |           |        |              |
| 2024 | Trofeo Città di Jesolo  | Oro     |             |           |           |        |              |
| 2024 | Campionati europei      | Oro     |             |           | Argento   |        |              |
| 2024 | Serie A Final Six       | Argento |             |           |           |        |              |

## Televisione
Ad aprile 2020 partecipa ad uno spot pubblicitario per la Tampax insieme alle compagne Asia D'Amato, Alice D'Amato, Giorgia Villa e Martina Maggio.